# Monastero di Santa Caterina (Cefalù)
L'ex monastero di Santa Caterina è l'edificio che ospita il palazzo municipale di Cefalù. L'edificio è annesso alla chiesa sconsacrata di santa Caterina d'Alessandria.

## Il monastero

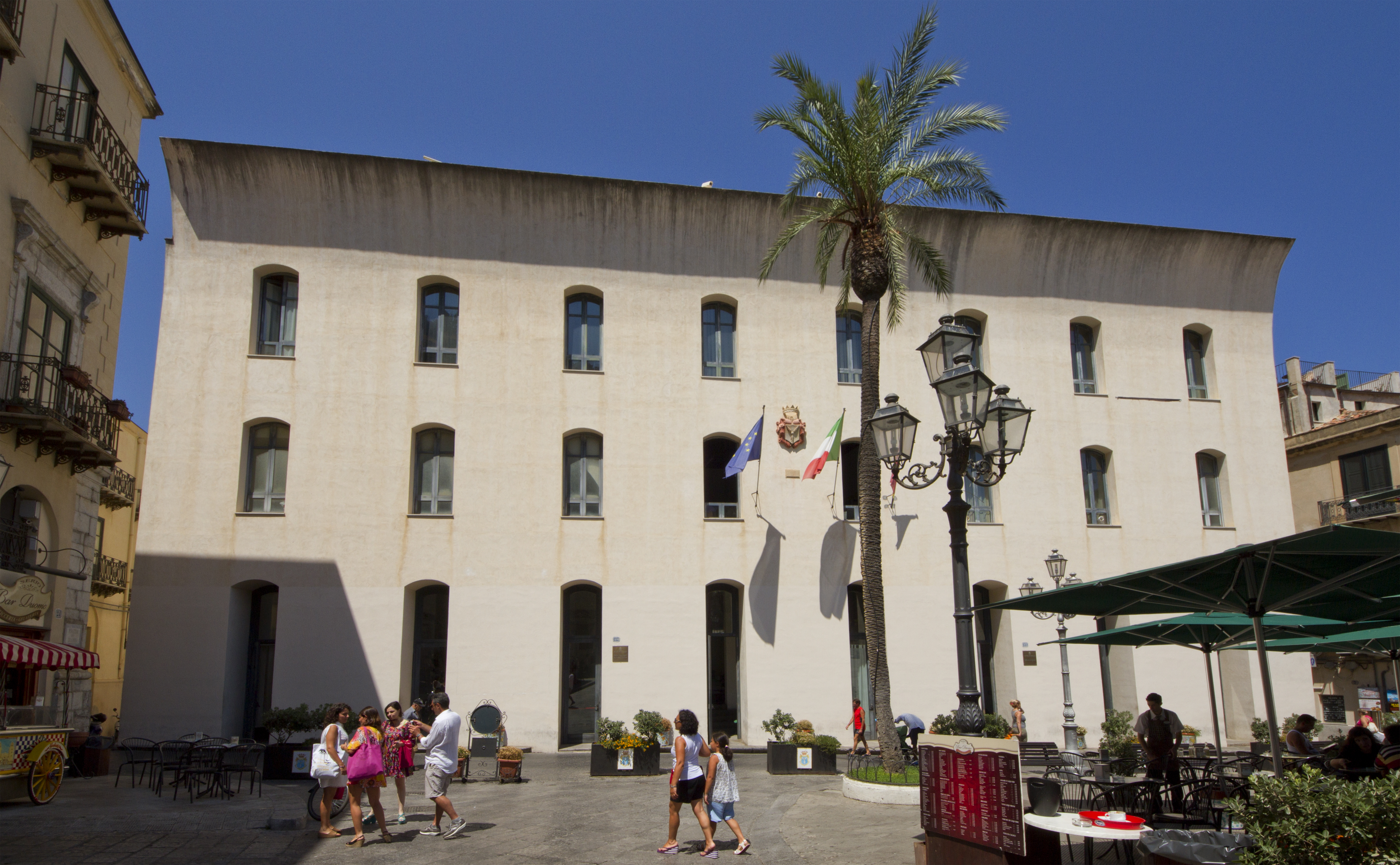
Il Palazzo di Città

L'ex monastero femminile benedettino occupa un'area di 2.500 m2 di fronte al duomo. Dell'originaria costruzione del XII-XIII secolo restano il portale dell'ingresso principale, ad arco acuto in conci di pietra squadrata, un prospetto di una piccola finestra squadrata e i resti di quella che poteva essere una bifora. Il monastero accoglieva monache dalla famiglie nobili della città e nel Settecento venne modificato in modo da assumere le caratteristiche dei palazzi nobiliari del tempo. Con l'abolizione degli ordini religiosi nel 1866 divenne proprietà statale e fu adibito a distretto militare: per le nuove esigenze vi fu innalzata una torre quadrangolare addossata al muro di cinta. Dagli anni cinquanta vi ha sede il "Palazzo di Città".

## Il chiostro
Il chiostro di pianta rettangolare era di raccordo a tutti gli ambienti del complesso monastico (chiesa, ambienti per la vita comunitaria, officine, cellerie). L'ex chiesa utilizzata per mostre e convegni, presenta una pianta ottagonale, opera dell'architetto Giovanni Biagio Amico (1684-1754). Resta ben poco del decoro barocco e neoclassico.